# Badula insularis
Badula insularis A.DC. – gatunek roślin z rodziny pierwiosnkowatych (Primulaceae). Występuje endemicznie na Mauritiusie. 

## Morfologia
PokrójZimozielone drzewo dorastające do 7 m wysokości.
LiścieBlaszka liściowa jest skórzasta i ma odwrotnie jajowaty kształt. Mierzy 3–7 cm długości oraz 2–4 cm szerokości, jest całobrzega, ma klinową nasadę i tępy wierzchołek. Ogonek liściowy jest nagi i ma 5–10 mm długości.
KwiatyZebrane w gronach o długości 2–7 cm, wyrastających z kątów pędów. Mają 5 działek kielicha o trójkątnym kształcie i dorastające do 1 mm długości. Płatków jest 5, są odwrotnie jajowate i mają białawą barwę oraz 2–3 mm długości.
OwocPestkowce mierzące 7 mm średnicy, o kulistym kształcie.